# Роджерс, Робби
Ро́берт «Ро́бби» Хэ́мптон Ро́джерс-тре́тий (англ. Robert "Robbie" Hampton Rogers III; род. 12 мая 1987, Ранчо-Палос-Вердес, Калифорния, США) — американский футболист, полузащитник. Выступал за американские клубы «Коламбус Крю» и «Лос-Анджелес Гэлакси» в лиге MLS и сборную США. В мае 2013 года стал первым открыто известным спортсменом гомосексуальной ориентации, выступающим в высших североамериканских профессиональных лигах.

## Клубная карьера

### «Херенвен»
Первой командой, с которой Робби заключил профессиональный контракт, стал нидерландский «Херенвен». Тем не менее, Роджерс ни разу не вышел на поле в составе этого клуба, сыграв лишь в нескольких матчах за резерв.

### «Коламбус Крю»
Следующей командой Роберта стал клуб «Коламбус Крю», искавший усиление перед сезоном 2007. Практически сразу же попал в основной состав. По итогам сезона 2008 его команда одержала победы в Кубке MLS и в чемпионате. По итогам сезона вошёл в число 11 лучших футболистов лиги. В 2009 году вместе с командой второй раз подряд одержал победу в регулярном чемпионате. В декабре 2011 года покинул клуб на правах свободного агента. В сумме сыграл за команду в 138 матчах, забив в них 17 голов.

### «Лидс Юнайтед»
11 января 2012 года контракт с футболистом подписал английский футбольный клуб «Лидс Юнайтед». 18 февраля, в матче с «Донкастером» (3:2), дебютировал в составе «белых». 23 августа на правах аренды перешёл в «Стивенидж». В начале января 2013 года, по окончании срока аренды в «Стивенидже», вернулся в «Лидс». 15 января разорвал контракт с клубом. 15 февраля 2013 года объявил об уходе из спорта.

### «Лос-Анджелес Гэлакси»
В апреле 2013 года Роджерс принял решение вернуться в спорт и связался с тренером «Лос-Анджелес Гэлакси» Брюсом Ареной, который пригласил его присоединиться к тренировкам команды. Права в лиге MLS на Робби Роджерса принадлежали клубу «Чикаго Файр», но Роджерс заявил, что не будет выступать в Чикаго, так как хочет быть ближе к своей семье в Лос-Анджелесе. 24 мая 2013 года «Лос-Анджелес Гэлакси» обменял права на Роджерса на нападающего Майка Маги, который перешёл в «Чикаго Файр». 26 мая Роджерс провёл свой первый матч за «Лос-Анджелес» в игре против «Сиэтл Саундерс». 24 июня 2015 года в матче против «Портленд Тимберс» забил свой первый гол за «Гэлакси». 7 ноября 2017 года Робби Роджерс объявил о завершении футбольной карьеры, после того как пропустил весь сезон 2017 из-за серии травм.

## Международная карьера
В составе сборной США до 20 лет участвовал в молодёжном чемпионате мира 2007.
В составе сборной США до 23 лет принимал участие в футбольном турнире Олимпийских игр 2008.
За первую сборную США дебютировал 24 января 2009 года в товарищеском матче со сборной Швеции. В составе национальной команды выступал на Золотых кубках КОНКАКАФ 2009 и 2011. Был включён в предварительную заявку сборной на чемпионат мира 2010, но в финальный состав не попал.

## Каминг-аут и объявление о завершении карьеры
15 февраля 2013 года Робби Роджерс совершил каминг-аут, объявив на своем официальном сайте о своей гомосексуальной ориентации, а также о том, что завершил профессиональную карьеру футболиста.

«Все 25 лет своей жизни я боялся показать, кто я на самом деле. Я думал, что смогу скрыть эту тайну. Футбол был моей главной целью. Но сейчас пришло время уйти и найти себя вне футбола. Секреты могут нанести серьезный вред внутреннему миру. Люди так любят речи о честности, о том, как просто быть честным. Но попробуйте объяснить близким спустя 25 лет, что вы на самом деле гей. Футбол прятал мою тайну, приносил мне огромную радость».
Оригинальный текст (англ.)«I always thought I could hide this secret. Football was my escape, my purpose, my identity. Now is my time to step away. It's time to discover myself away from football. For the past 25 years I have been afraid, afraid to show who I really was because of fear. Secrets can cause so much internal damage. People love to preach about honesty, how honesty is so plain and simple. Try explaining to your loved ones after 25 years you are gay. Football hid my secret, gave me more joy than I could have ever imagined...».

В апреле 2013 года Роджерс принял решение вернуться в спорт после публичного выступления перед группой ЛГБТ-молодёжи в Портленде. Он связался с тренером «Лос-Анджелес Гэлакси» Брюсом Ареной, который пригласил его присоединиться к тренировкам команды.
В 2017 году Роджерс вступил в брак с продюсером и сценаристом Грегом Берланти, с которым встречался с 2013 года. У пары есть двое детей — сын Калеб (род. 2016) и дочь Мия (род. 2019).

## Достижения
Командные
 «Коламбус Крю»
- Чемпион MLS: 2008
- Победитель регулярного первенства MLS: 2008, 2009

 «Лос-Анджелес Гэлакси»
- Чемпион MLS: 2014

 США
- Серебряный призёр Золотого кубка КОНКАКАФ: 2009, 2011

Личные
- Символическая сборная года MLS : 2008
- Участник Матча всех звёзд MLS: 2008, 2009